# Meadowlands (Minnesota)
Meadowlands es una ciudad ubicada en el condado de St. Louis en el estado estadounidense de Minnesota. En el Censo de 2010 tenía una población de 134 habitantes y una densidad poblacional de 133,69 personas por km².

## Geografía
Meadowlands se encuentra ubicada en las coordenadas 47°4′23″N 92°43′53″O / 47.07306, -92.73139. Según la Oficina del Censo de los Estados Unidos, Meadowlands tiene una superficie total de 1 km², de la cual 1 km² corresponden a tierra firme y (0%) 0 km² es agua.

## Demografía
Según el censo de 2010, había 134 personas residiendo en Meadowlands. La densidad de población era de 133,69 hab./km². De los 134 habitantes, Meadowlands estaba compuesto por el 94.03% blancos, el 3.73% eran afroamericanos, el 0.75% eran amerindios, el 0% eran asiáticos, el 0% eran isleños del Pacífico, el 0% eran de otras razas y el 1.49% pertenecían a dos o más razas. Del total de la población el 0% eran hispanos o latinos de cualquier raza.